# لورا بوش
لورا لين ويلش بوش (بالإنجليزية: Laura Bush)، وُلدت في 4 نوفمبر 1946، هي مُربية أمريكية، شغلت منصب السيدة الأولى للولايات المتحدة من عام 2001 حتى 2009 بصفتها زوجة الرئيس الثالث والأربعين للولايات المتحدة جورج دبليو بوش. وكانت قد شغلت سابقًا منصب السيدة الأولى لولاية تكساس من 1995 إلى 2000 خلال فترة ولاية زوجها حاكمًا للولاية.
وُلدت لورا في مدينة ميدلاند بولاية تكساس، وتخرجت عام 1968 من جامعة ساوثرن ميثوديست بدرجة البكالوريوس في التربية، وبدأت حياتها المهنية كمعلمة للصف الثاني الابتدائي. ولاحقًا حصلت على درجة الماجستير في علم المكتبات من جامعة تكساس في أوستن، وعملت كأمينة مكتبة.
تسببت لورا في حادث سير مأساوي في عام 1963، عندما كانت لورا تبلغ من العمر 17 عامًا، بعد أن تجاوزت إشارة توقف واصطدمت بسيارة أخرى، ما أدى إلى مقتل سائق السيارة، وهو زميل دراسة يُدعى مايكل دوغلاس وكان في نفس عمرها.
التقت جورج دبليو بوش في عام 1977 وتزوجا في وقت لاحق من ذلك العام. وفي عام 1981، أنجبا توأمتين. بدأت مشاركتها السياسية خلال زواجها، حيث شاركت في حملة زوجها غير الناجحة للكونغرس الأمريكي عام 1978، ثم في حملته الناجحة لمنصب حاكم تكساس.
خلال فترة عملها كسيدة أولى لولاية تكساس، أطلقت لورا بوش العديد من المبادرات التي ركزت على الصحة والتعليم ومحو الأمية. وفي حملته الرئاسية لعامي 1999–2000، لعبت دورًا فعالًا من خلال إلقاء كلمة رئيسية في المؤتمر الوطني الجمهوري عام 2000، الأمر الذي لفت الأنظار إليها على المستوى الوطني. وأصبحت السيدة الأولى للولايات المتحدة بعد تنصيب زوجها في 20 يناير 2001.
صُنّفت من بين أكثر السيدات الأوليات شعبية حسب استطلاعات مؤسسة غالوب، وقد كانت نشطة في قضايا وطنية وعالمية أثناء فترة وجودها في البيت الأبيض. واصلت دعمها للتعليم ومحو الأمية من خلال إطلاق المهرجان الوطني السنوي للكتاب عام 2001، وشجعت على التعليم على مستوى عالمي. كما دعمت قضايا المرأة من خلال منظمات مثل الحقيقة من أجل القلب ومؤسسة سوزان كومن لأبحاث سرطان الثدي. وخلال رحلاتها الخارجية التي غالبًا ما ركزت على التوعية بمرض نقص المناعة المكتسبة (الإيدز) والملاريا، مثّلت لورا بوش الولايات المتحدة في عدد من المحافل الدولية.

## النشأة والمسيرة المهنية
ولدت لورا لين ولش في 4 نوفمبر 1946، في ميدلاند، تكساس وهي الطفلة الوحيدة لهارولد ولش وجينا لويز هوكينز ولش.
تتحدر بوش من أصول إنجليزية وفرنسية وسويسرية. كان والدها يعمل في مجال بناء المنازل ثم نجح لاحقًا في تطوير العقارات، بينما كانت والدتها تعمل كمحاسبة لأعمال والدها. في وقت مبكر، شجعها والداها على القراءة، ما أدى إلى خلق حبها للقراءة. قالت: «لقد تعلمت مدى أهمية القراءة في المنزل من والدتي. عندما كنت طفلة صغيرة، كانت أمي تقرأ القصص لي. أحببت الكتب وأرتاد المكتبة منذ ذلك الوقت. في الصيف، أحب أن أقضي فترة ما بعد الظهيرة في القراءة في المكتبة، استمتعت بكتب البيت الصغير في البراري ونساء صغيرات والعديد من الكتب الأخرى... القراءة تمنحك المتعة طوال حياتك». نسبت بوش أيضًا إلى مدرستها في الإعدادية، شارلين جناجي، لإلهامها بالاهتمام بالتعليم.
في ليلة السادس من نوفمبر 1963، أي بعد يومين من عيد ميلادها السابع عشر، تجاوزت لورا ولش علامة توقف وضربت سيارةً أخرى، فقتلت سائقها. كانت الضحية صديقها المقرب وزميلها مايكل دوتون دوجلاس. حسب بعض الروايات، كان دوغلاس حبيب ولش في وقت سابق، لكنها ذكرت أنه لم يكن حبيبها في ذلك الوقت، ولكنه كان صديقًا مقربًا جدًا. عولجت بوش والراكبة معها اللاتي كان عمرهن 17 عامًا من جروح طفيفة. وفقًا لتقرير الحادث الصادر عن مدينة ميدلاند عام 2000، واستجابةً لطلب السجلات المفتوحة، لم توجه إليها تهمة في الحادث. قال المتحدث باسم بوش: «لقد كان حادثًا مأساويًا جدًا أضر بشدة بالعائلات وكان مؤلمًا جدًا لجميع المعنيين، بما في ذلك المجتمع ككل». في كتابها «حديث من القلب»، تقول إن الحادث تسبب في فقدانها للإيمان لسنوات عديدة.
التحقت بمدرسة جيمس باوي الابتدائية ومدرسة سان جاسينتو الثانوية ومدرسة روبرت إي الثانوية في ميدلاند. تخرجت من مدرسة لي عام 1964 وارتادت جامعة ساوثرن ميثوديست في دالاس حيث كانت عضوًا في أخوية كابا ألفا ثيتا. تخرجت عام 1968 بدرجة بكالوريوس العلوم في التربية.
بعد تخرجها من الجامعة، بدأت مسيرتها المهنية كمدرسة في مدرسة لونغفيلو الابتدائية في منطقة دالاس المستقلة للمدارس. درست بعد ذلك لمدة ثلاث سنوات في مدرسة جون إف كينيدي الابتدائية، وهي مدرسة تابعة لمقاطعة هيوستن المستقلة في هيوستن، حتى عام 1972.
في عام 1973، حصلت بوش على درجة الماجستير في علوم المكتبات من جامعة تكساس في أوستن. توظفت بعد فترة قصيرة كأمينة مكتبة في فرع حدائق كشمير في مكتبة هيوستن العامة. في العام التالي، عادت إلى أوستن وشغلت وظيفة أخرى كمكتبية في مدرسة داوسون الابتدائية بمقاطعة أوستن المستقلة حتى عام 1977. عكست تجارب عملها على مجموعة من الأطفال عام 2003، قائلةً: «لقد عملت كمدرسة وأمينة مكتبة وتعلمت مدى أهمية القراءة في المدرسة وفي الحياة».

## الزواج والعائلة
التقت بجورج دبليو بوش في يوليو عام 1977 عندما دعاهما أصدقائهم المشتركين جو وجان أونيل إلى حفلة شواء في الحديقة الخلفية لمنزلهما. تقدم لها في نهاية سبتمبر وتزوجا في الخامس من نوفمبر من ذلك العام، أي بعد يوم من عيد ميلاده الحادي والثلاثين، في الكنيسة الميثودية المتحدة الأولى في ميدلاند، وهي الكنيسة نفسها التي عُمدت فيها. ابتاعت لورا ثوبًا حنطيًا مطعمًا بلونين ومزخرفًا لحفل الزفاف. قضى الزوجان شهر العسل في كوزوميل بالمكسيك. برر جورج دبليو بوش اختياره الزواج من لورا باعتباره أفضل قرار اتخذه في حياته. قالت لورا، الابنة الوحيدة، إنها اكتسبت أشقاء وشقيقات زوجها الرائعين الذين قبلوها جميعًا بعد زواجها من جورج دبليو بوش.

## وصلات خارجية
- لورا بوش على موقع IMDb (الإنجليزية)
- لورا بوش على موقع الموسوعة البريطانية (الإنجليزية)
- لورا بوش على موقع مونزينجر (الألمانية)
- لورا بوش على موقع إن إن دي بي (الإنجليزية)
- لورا بوش على موقع قاعدة بيانات الفيلم (الإنجليزية)